# Nova Geminorum 1903
Nova Geminorum 1903 numită și DM Geminorum a explodat in 1903 in constelatia Gemini având o magnitudine de 6. Acesta nova s-a stins în 17 zile cu magnitudinea de 3. Azi straluceste cu magnitudine 16.5.
A fost descoperită de Herbert Hall Turner.

## Coordonate delimitative
Ascensie dreaptă: 06h 44m 11s.59 
Declinație: +29° 56' 42".7 